# 세인트 조지프 대학교 (코네티컷주)
세인트 조지프 대학교(University of Saint Joseph)는 미국 코네티컷주 웨스트 하트퍼드에 있는 사립 대학교이다. 1932년 첫 개교되었다.